# Tumidotheres maculatus
Tumidotheres maculatus är en kräftdjursart som först beskrevs av Thomas Say 1818.  Tumidotheres maculatus ingår i släktet Tumidotheres och familjen Pinnotheridae. Inga underarter finns listade i Catalogue of Life.